# Фрей (антарктична станція)
Президент Едуардо Фрей Монталва - найважливіша чилійська науково-дослідна станція в Антарктиці. Відкрита в 1969 у як метеорологічна база, сучасна назва - з 1990 а. Знаходиться на острові Кінг-Джордж за 2,5 км від китайської станції «Велика стіна» і за 960 км від мису Горн.

Карта острова з науковими станціями

Станція розташовується на вільній від криги поверхні, на висоті 10 метрів над рівнем моря, за 200 метрах від російської станції Беллінсгаузен. Також неподалік від бази знаходяться станції: Артіґас (Уругвай), Король Седжон (Республіка Корея), Хубані (Аргентина), Команданте Ферраз (Бразилія), Генрік Арцтовський (Польща) і Мачу Пікчу  (Перу). Південніше, на острові  Лейпциг (Нельсон), знаходиться станція Еко-Нельсон (Eco-Nelson, Чехія). За 50 кілометрів від станції, на острові Гринвіч, знаходиться чилійська станція Капітан Артуро Прат.
На станції є злітно-посадкова смуга довжиною 1300 метрів, яка обслуговує всі сусідні станції.
Влітку на станції працює до 150 осіб, взимку залишається близько 80 чол.

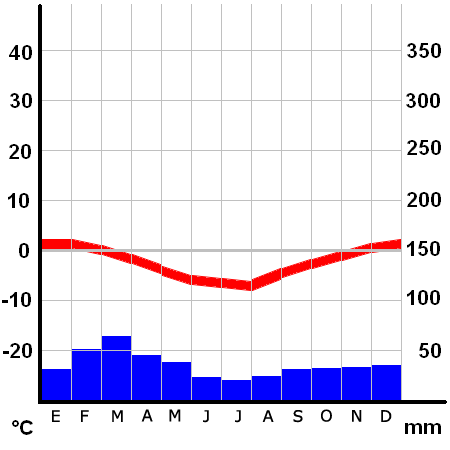
кліматограма

Середня температура в липні становить -6,3°C, у січні 1,4°C, середньорічна температура -2,4°C. Середня кількість опадів: максимум в березні, 62,5 мм, мінімум у липні 18,2 мм; середньорічно - 405 мм.
Адміністративно (територіальні претензії на території, розташовані південніше 60° південної широти, не визнаються світовою спільнотою) станція знаходиться в комуні Антарктика (провінція Антарктика-Чилена, область Магальянес і Чилійська Антарктика).

## Клімат
| Клімат                                                                                      | Клімат | Клімат | Клімат | Клімат | Клімат | Клімат | Клімат | Клімат | Клімат | Клімат | Клімат | Клімат | Клімат |
| Показник                                                                                    | Січ.   | Лют.   | Бер.   | Квіт.  | Трав.  | Черв.  | Лип.   | Серп.  | Вер.   | Жовт.  | Лист.  | Груд.  | Рік    |
| Абсолютний максимум, °C                                                                     | 13,0   | 9,2    | 8,3    | 5,9    | 4,6    | 4,2    | 5,0    | 3,8    | 4,4    | 4,4    | 6,0    | 8,2    | 13,0   |
| Середній максимум, °C                                                                       | 2,7    | 2,9    | 2,2    | 0,6    | −0,8   | −1,5   | −0,9   | −2,2   | −1,3   | −0,8   | 0,0    | 2,1    | 0,3    |
| Середня температура, °C                                                                     | 1,5    | 1,6    | 0,4    | −1,7   | −3,8   | −5,5   | −6,5   | −6,5   | −4,5   | −2,6   | −1     | 0,6    | −2,3   |
| Середній мінімум, °C                                                                        | 0,3    | 0,6    | −1,2   | −4,8   | −8,2   | −9,4   | −13,2  | −11,3  | −8     | −5,6   | −2,8   | −0,3   | −5,3   |
| Абсолютний мінімум, °C                                                                      | −5,1   | −5,8   | −9,9   | −16,8  | −23,6  | −24,2  | −28,5  | −28,7  | −23    | −17    | −10,7  | −6,8   | −28,7  |
| Середня кількість сонячних годин на місяць                                                  | 83,8   | 71,2   | 57,3   | 23,6   | 8,3    | 1,2    | 3,9    | 15,8   | 44,2   | 93,2   | 104,5  | 98,1   | 605,1  |
| Норма опадів, мм                                                                            | 53.8   | 52.3   | 52.5   | 46.6   | 31.0   | 29.2   | 32.2   | 34.5   | 42.0   | 47.7   | 41.0   | 30.1   | 492.9  |
| Вологість повітря, %                                                                        | 91     | 89     | 89     | 89     | 88     | 90     | 89     | 88     | 89     | 90     | 89     | 81     | 89     |
| ------------------------------------------------------------------------------------------- | ------ | ------ | ------ | ------ | ------ | ------ | ------ | ------ | ------ | ------ | ------ | ------ | ------ |
| Джерело: Dirección Meteorológica de Chile (temperature data:1970-2004, all other 1990-2000) |        |        |        |        |        |        |        |        |        |        |        |        |        |